# Holotrichia luridipennis
Holotrichia luridipennis är en skalbaggsart som beskrevs av Moser 1915. Holotrichia luridipennis ingår i släktet Holotrichia och familjen Melolonthidae. Inga underarter finns listade i Catalogue of Life.